# Diphyus ormenus
Diphyus ormenus là một loài tò vò trong họ Ichneumonidae.